# 惠勒克雷斯特 (加利福尼亞州)
惠勒克雷斯特（英語：Wheeler Crest）是位於美國加利福尼亞州莫諾縣的一個非建制地區。該地的面積和人口皆未知。

## 地理
惠勒克雷斯特的座標為37°30′35″N 118°38′18″W / 37.50972°N 118.63833°W，而該地的平均海拔高度為3580米（即11744英尺）。